# 拉甘 (拉甘區)
26°43′13″N 0°10′22″E / 26.72028°N 0.17278°E

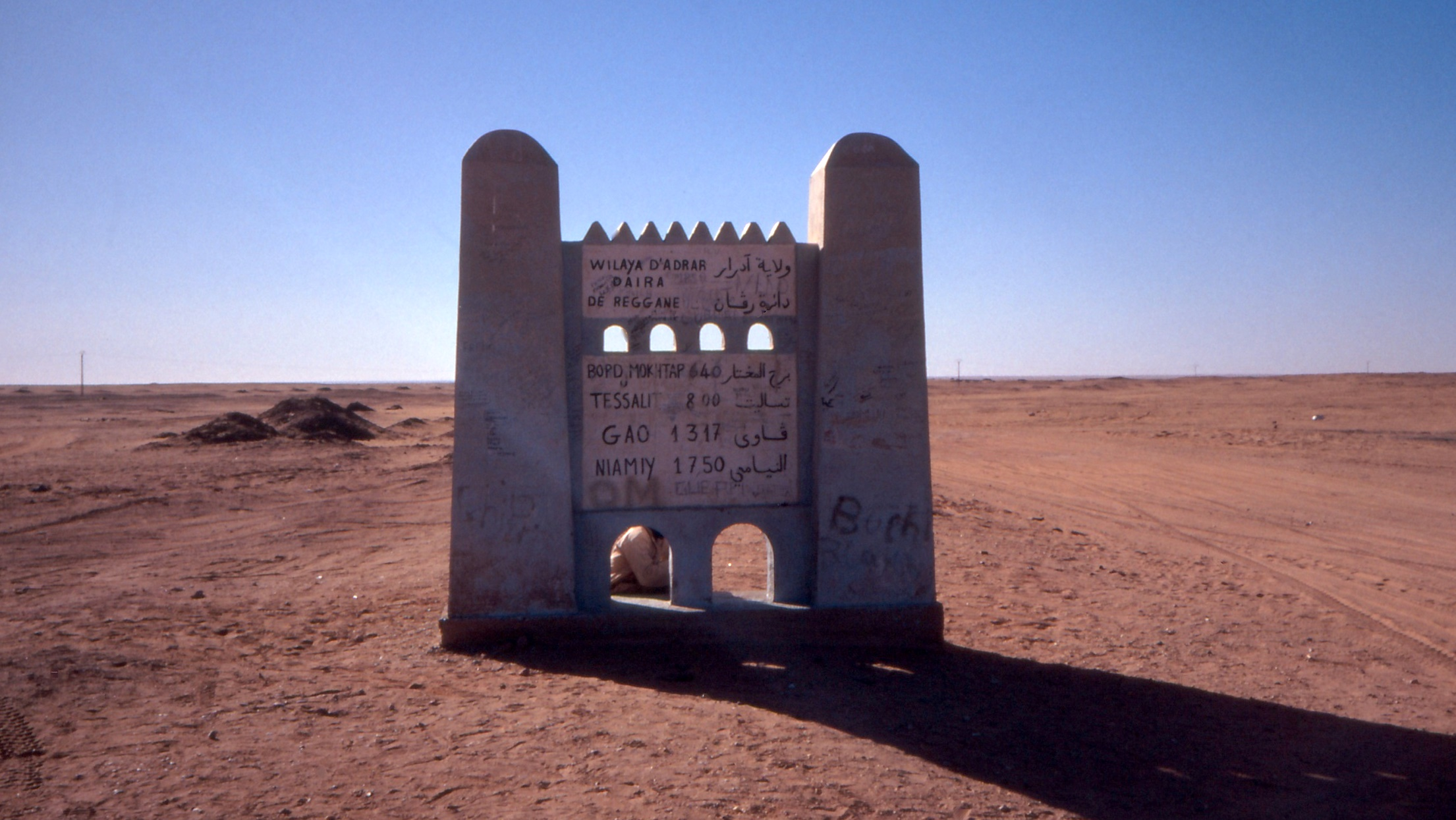

拉甘（阿拉伯语：‎），是阿爾及利亞的城鎮，位於該國西南部，由阿德拉爾省負責管轄，為拉甘區的首府，面積124,298平方公里，2008年人口20,402，人口密度每平方公里0.2人。1960年，法国在此地进行代號為「蓝色跳鼠」（Gerboise bleue）的首次核试验。